# جی. پال گتی
جی. پل گتی (انگلیسی: J. Paul Getty؛ زاده ۱۵ دسامبر ۱۸۹۲ درگذشته ۶ ژوئن ۱۹۷۶) یک کارآفرین اهل ایالات متحده آمریکا بود.
جی. پل گتی، ثروتمندترین مرد آمریکایی در سال ۱۹۵۷ میلادی بود، و برای اولین بار اعلام کرد که «من ترجیح می‌دهم که از ۱٪ تلاش صد نفر استفاده کنم تا اینکه از ۱۰۰٪ تلاش خودم». این ایده که اهرم زدن نام دارد، امروزه پایه‌گذار فلسفهٔ بازاریابی شبکه‌ای شده‌است.
جان پل گتی، تاجر ثروتمند آمریکایی-بریتانیایی است که نامش با امپراتوری نفتی گتی، موزهٔ هنری گتی و البته داستان درام ربوده شدن نوه‌اش، گره خورده‌است.
جان پل گتی، تاجر و صنعتگر آمریکایی-بریتانیایی بود که شرکت نفتی گتی اویل را تأسیس کرد. او در سال ۱۹۵۷ از طرف مجلهٔ فورچن به‌عنوان ثروتمندترین فرد آمریکا انتخاب شد و در سال ۱۹۶۶ نیز رکورد ثروتمندترین فرد جهان را در کتاب گینس به نام خود ثبت کرد. در آن زمان ثروت گتی در حدود ۱٫۲ میلیارد دلار بود.
پل گتی یکی از مقتصدترین افراد ثروتمند تاریخ است. تمامی افراد هم‌عصر شامل دوستان، همکاران، رقبا و اعضای خانواده، او را فردی می‌دانستند که در خرج کردن هر سنت از دارایی‌اش، حسابگری می‌کرد. نمونهٔ بارز این حسابگری در جریان ربوده شدن نوهٔ او یعنی جان پل گتی سوم مشهود است. در این جریان، پدربزرگ ثروتمند از پرداخت ۱۷ میلیون وجه درخواستی آدم‌رباها، سر باز زد.
گتی علاقهٔ شدیدی به جمع‌آوری آثار هنری داشت. کلکسیون او پایه‌های تأسیس موزهٔ جان پل گتی را تشکیل داد؛ موزه‌ای که مرکز آن امروز در لس‌آنجلس واقع شده و مجموع ارزش دارایی‌های آن حدود ۲٫۸ میلیارد دلار تخمین زده می‌شود. گتی در سال ۱۹۵۳، هولدینگ جان پل گتی را تأسیس کرد که در حال حاضر ثروتمندترین مؤسسهٔ هنری جهان است. این مؤسسه وظیفهٔ مدیریت مجموعهٔ موزهٔ گتی شامل Getty Center, Getty Villa و Getty Foundation را بر عهده دارد. علاوه بر این موارد، مؤسسهٔ تحقیقاتی و مؤسسهٔ حفظ منابع طبیعی گتی نیز زیرمجموعهٔ این هولدینگ هستند.
جان پل گتی مشهورترین عضو خانوادهٔ گتی در تاریخ است. خانواده‌ای ثروتمند و فعال در صنعت نفت که جورج فرانکلین گتی، پدر جان به‌عنوان بزرگ خاندان آن شناخته می‌شود؛ خانواده‌ای که در دوره‌ای از تاریخ به‌عنوان ثروتمندترین خاندان آمریکا شناخته می‌شدند. اکنون ثروت این خانواده حدود ۵٫۴ میلیارد دلار گزارش شده‌است.

## تولد و تحصیل
جان پل گتی در ۱۵ دسامبر سال ۱۸۹۲ در شهر مینیاپولیس ایالت مینه‌سوتا آمریکا متولد شد. مادر او سارا کترین مک‌فرسون نام داشت و پدرش، جورج گتی بود. جورج گتی یک وکیل فعال در بازار بیمه و سرمایه بود که ثروت ابتدایی خود را از استخراج نفت در بارتلس‌ویل اوکلاهاما جمع کرد.
پس از مهاجرت خانوادهٔ گتی به لس‌آنجلس، جان دوران کودکی خود را در این شهر گذراند و برای تحصیل به مدرسهٔ نظامی هاروارد رفت. او برای ادامهٔ تحصیل در دورهٔ دبیرستان، به دبیرستان پلی‌تکتیک جان فرانسیس در لس‌آنجلس رفت. علاقهٔ شدید او به مطالعه، باعث شد اطرافیان، لقب «گتی دیکشنری» را به او بدهند. مطالعات جامع جان، او را با زبان‌های آلمانی، ایتالیایی و فرانسه آشنا کرد. علاوه بر آن، علاقهٔ شدید او به هنر کلاسیک، باعث شد که جان جوان در خواندن زبان سنتی یونانی و لاتین نیز مهارت‌هایی کسب کند.
ادوارد هشتم یکی از دوستان صمیمی گتی در دانشگاه آکسفورد بود. جان پل گتی برای ادامهٔ تحصیل در مقاطع دانشگاهی ابتدا به دانشگاه ساثرن کالیفرنیا و سپس به دانشگاه برکلی رفت؛ البته او هر دو دانشگاه را پیش از دریافت مدرک تحصیلی ترک کرد. مسافرت‌های خانوادهٔ گتی به اروپا، جان جوان را به دانشگاه‌های آنجا علاقه‌مند کرد و او در سال ۱۹۱۲ وارد دانشگاه آکسفورد شد. معرفی‌نامهٔ گتی به آکسفورد را ویلیام هاوارد تافت نوشت که بعداً رئیس‌جمهور آمریکا شد. گتی با ورود به آکسفورد در کالج سلطنتی مگ‌دالن مشغول به تحصیل شد و در آنجا دوستانی همچون ادوارد هشتم (پادشاه انگلستان) داشت.
پل گتی در سال ۱۹۱۴ در رشتهٔ اقتصاد و علوم سیاسی از دانشگاه آکسفورد فارغ‌التحصیل شد. او مدتی به سفر در اروپا و مصر پرداخت و در نهایت، به والدینش در پاریس ملحق شد. خانوادهٔ گتی در ژوئن ۱۹۱۴ به آمریکا بازگشتند.

## فعالیت کاری
جورج گتی در پاییز سال ۱۹۱۴، سرمایه‌ای ۱۰ هزار دلاری در اختیار فرزندش قرار داد تا دارایی‌های نفتی خانواده را در اوکلاهاما گسترش دهد. اولین خرید جان، سایت نفتی نانسی تیلور در نزدیکی شهر هاسکل اوکلاهاما بود. این خرید، زمینهٔ موفقیت‌های اولیهٔ جان را فراهم کرد. این سایت در آگوست سال ۱۹۱۵ موفق به کشف نفت شد و تا تابستان سال بعد، کمیسیون ۴۰ درصدی که نصیب گتی شد، او را میلیونر کرد.
جان در دوران جوانی، برخلاف ثروت‌اندوزی موفق، ارتباطات خانوادگی موفقی نداشت. او در دههٔ ۱۹۳۰ سه ازدواج ناموفق داشت. این اتفاقات باعث نارضایتی پدر او شد و جورج گتی در زمان مرگش در سال ۱۹۳۰، تنها ۵۰۰ هزار دلار از سرمایهٔ ۱۰ میلیون دلاری خود را برای پسرش به ارث گذاشت. جان، یک‌سوم از سهام شرکت George Getty Inc را تصاحب کرد و مادرش، صاحب دو سوم دیگر شرکت شد. نکتهٔ جالب اینکه عصبانیت جورج از پسرش به حدی بود که پیش از مرگ مدعی شده بود جان پل، تمام کسب و کار خانواده را از بین خواهد برد.
در سال ۱۹۳۶، پل با همکاری مادرش، هولدینگ سرمایه‌گذاری Sarah C. Getty را تأسیس کرد. هدف آن‌ها از تأسیس این هولدینگ، سرمایه‌گذاری کم‌خطر و معاف از مالیات ثروت دائمی خانوادگی گتی بود؛ به بیان دیگر، این مادر و پسر قصد داشتند ثروتی را که هر روز به آن افزوده می‌شد، برای نسل‌های آیندهٔ خانواده سرمایه‌گذاری کنند. این هولدینگ در نهایت با سرمایهٔ ۳٫۳۶۸ میلیون دلاری (حدوداً برابر با ۶۲٫۵ میلیون دلار کنونی) تأسیس شد.
پدر جان معتقد بود او ثروت خانوادگی را بر باد خواهد داد. فعالیت در هولدینگ، دسترسی کامل به سرمایه‌ها را به پل می‌داد و او نیز در اولین اقدام، سهام شرکت نفتی تایدواتر را خریداری کرد. دوران سرمایه‌گذاری‌های بزرگ خانوادهٔ گتی، با رکود بزرگ جهانی همراه بود. سرمایه‌گذاری‌های شجاعانهٔ گتی در این زمان، مالکیت شرکت Pacific Western Oil را به او داد. در ادامه، جان پل به دنبال خرید شرکت Mission Corporation بود که شامل شرکت‌های بزرگ تایدواتر اویل و شللی اویل بود. خرید این شرکت‌ها در نهایت در سال ۱۹۶۷ به پایان رسید و امپراتوری نفتی گتی از دل آن‌ها زائیده شد.
در سال ۱۹۴۹، همکاری گتی با پادشاهان سرمایه‌دار سعودی شروع شد. او در قراردادی ۹٫۵ میلیون دلاری با ملک عبدالعزیز (ملقب به ابن سعود و مؤسس پادشاهی سعودی)، امتیاز اسخراج نفت از زمینی بی‌حاصل را در مرز عربستان سعودی و کویت به دست آورد. علاوه بر مبلغ اولیه، گتی متعهد شد که سالانه یک میلیون دلار به مدت ۶۰ سال به پادشاه عربستان اهدا کند. در این زمین، هیج نفتی کشف نشده بود تا اینکه پس از چهار سال فعالیت نیروهای گتی و صرف هزینه‌ای معادل ۳۰ میلیون دلار، استخراج نفت از این زمین ظاهراً بایر شروع شد. از سال ۱۹۵۳ به بعد، سالانه ۱۶ میلیون بشکه نفت از این زمین استخراج شد که زمینه‌ساز تبدیل کردن گتی به ثروتمندترین فرد جهان بود.
ادامهٔ فعالیت‌های گتی در خاورمیانه، او را به‌طور کامل با زبان عربی آشنا کرد و این میلیونر آمریکایی، به‌مرور کسب و کار خانوادگی را در این منطقه گسترش داد. ثروت سرشاری که از استخراج نفت نصیب خانوادهٔ گتی می‌شد، پل را بر آن داشت که به خرید هرچه بیشتر شرکت‌ها و سازمان‌های نفتی و غیرنفتی مشغول شود. او تعداد زیادی از شرکت‌های نفتی از جمله پاسیفیک وسترن اویل، میژن کورپوریشن، تایدواتر اویل، شلی اویل، مکزیکن سی‌بورد اویل و پترولیوم کورپوریشن را به زیرمجموعهٔ نفتی خود اضافه کرد. فعالیت در خاورمیانه، پل گتی را به یک میلیاردر تبدیل کرد.
علاوه بر شرکت‌های نفتی، سازمان‌هایی همچون شرکت هوایی اسپارتان، شرکت کافه‌تریایی اسپارتان، بیمهٔ مینه‌هوما، مؤسسهٔ مالی و اعتباری مینه‌هوما، هتل پیر، هتل پیر مارکوس، قصری در نزدیکی شهر رم و همچنین قصر و قلعه‌ای در نزدیکی لندن را به مالکیت خود درآورد.
جان پل گتی در دههٔ ۱۹۶۰ به بریتانیا نقل مکان کرد و با زندگی در آنجا، همیشه انگلستان، مردمش و فرهنگ غنی آن منطقه را تحسین می‌کرد. او در قصر قرن شانزدهمی ساتن در انگلستان اقامت داشت و در همان‌جا از دوستان بریتانیایی و عرب خود پذیرایی می‌کرد تا اینکه این قصر به مرکز مدیریت شرکت نفتی گتی تبدیل شد.

## کلکسیون آثار هنری
علاقهٔ پل گتی به جمع‌آوری آثار هنری از انتهای دههٔ ۱۹۴۰ شروع شد. الهام‌بخش او در این فعالیت، صاحب پنت‌هاوسش در شهر نیویورک یعنی خانم ایمی گست، از اقوام سر وینستون چرچیل بود. خانم گست به جمع‌آوری آثار هنری قرن ۱۸ فرانسه علاقهٔ فراوانی داشت. در آن زمان، هنوز بازار آثار هنری در دوران رکود بود و گتی توانست آثار زیادی از قرن ۱۸ فرانسه را به قیمت مناسب خریداری کند. فعالیت‌های گتی در زمینهٔ جمع‌آوری آثار هنری، او را به نویسنده‌ای در این زمینه نیز تبدیل کرد. گتی کتاب‌های متعددی در زمینهٔ آثار هنری به رشتهٔ تحریر درآورد.
نکتهٔ مهم در مورد خریدهای گتی در بازار هنر، اهداف سرمایه‌گذاری او در این بخش بود. او تفاوتی اساسی با دیگر کلکسیونرهای هنری داشت و هدف اصلی‌اش از خرید آثار هنری، خرید در قیمت پایین و تضمین سودآوری آن‌ها بود. همین رفتار، خریدهای او را محدود می‌کرد؛ چرا که پل هیچ‌گاه تمایل نداشت هزینهٔ کامل یک اثر هنری را بپردازد و همیشه به دنبال تخفیف بود.
بیش از ۶۰۰ اثر از هنرمندان برتر دنیا در کلکسیون گتی جمع شده‌اند. در زمان مرگ جان پل گتی، او مالک بیش از ۶۰۰ اثر هنری با ارزش حدودی ۴ میلیون دلار بود. آثاری از هنرمندان بزرگ همچون پیتر پل روبنس، تیسین، توماس گینزبرا، پیر آگوست رنوآر، تینتورتو، ادگار دگا و کلود مونه در کلکسیون گتی جمع‌آوری شده بودند. گتی در دههٔ ۱۹۶۰ علاقهٔ زیادی به سبک معماری و مجسمه‌سازی یونان باستان پیدا کرد که در نتیجهٔ آن، ویلای گتی در نزدیکی لس‌آنجلس طراحی و ساخته شد. این ویلا در دههٔ ۱۹۸۰ و سال‌های پایانی عمر گتی، میزبان کلکسیون هنری او بود.

## زندگی شخصی
جان پل گتی سابقهٔ ۵ ازدواج در زندگی شخصی‌اش دارد. او در دوران جوانی از نظر خانوادهٔ مذهبی‌اش فردی لاابالی بود که عادات جنسی بی‌ملاحظه‌ای داشت. یک بار در سال ۱۹۱۷ و در سن ۲۵ سالگی، گتی مورد شکایت زنی به نام السی اکستروم در لس‌آنجلس قرار گرفت. این زن ادعا می‌کرد که پل، پدر دختر او است. تیم وکلای گتی ابتدا سعی در حل مسئله داشتند؛ اما در نهایت این شکایت با پرداخت ۱۰ هزار دلار غرامت به اکستروم، در سال ۱۹۱۷ پایان یافت.
جنت دمونت، همسر بعدی گتی بود که در سال ۱۹۲۳ با او ازدواج کرد و در سال ۱۹۲۶ جدا شد. ثمرهٔ ازدواج آن‌ها، جورج فرانکلین گتی دوم بود که تا پایان عمر به‌عنوان یکی از مدیران شرکت نفت گتی مشغول به کاربود. پل گتی پیش از پایان رسمی ازدواجش با دمونت، با دختر یک مزرعه‌دار تگزاسی در مکزیکوسیتی ازدواج کرد. همسر رسمی دوم گتی، آلین اشبی نام داشت که در ۱۷ سالگی با پل آشنا شد. آن‌ها در سال ۱۹۲۸ از یکدیگر جدا شدند و فرزندی از این ازدواج متولد نشد.
جان پل گتی پنج بار ازدواج کرد که هیچ‌کدام طولانی نبود.
گتی در تعطیلاتی در شهر وین و در سال ۱۹۲۸، با دختر ۱۷ ساله‌ای به نام آدولفین هلمل آشنا شد. آدولف دختر یک پزشک آلمانی بود که مخالفتی جدی با ازدواج دخترش با مردی ۳۶ ساله (که دو ازدواج ناموفق داشت) ابراز می‌کرد. پسر این زوج، جان رونالد گتی در سال ۱۹۲۹ به دنیا آمد. در همان سال، ارتباط این زوج به سمت اختلافات و دعوا پیش رفت تا اینکه پدر آدولفین او را به آلمان برد. این اختلافات تا سال ۱۹۳۲ ادامه داشت تا اینکه آدولفین با دریافت غرامت فراوان و همچنین سرپرستی کامل رونالد، از گتی جدا شد.
آن رورک، همسر بعدی جان پل گتی بود که در سال ۱۹۳۲ با او ازدواج کرد. او یک بازیگر فیلم‌های صامت بود و در همان سال ۱۹۳۲ از ازدواج با گتی صاحب پسری به نام یوجین شد که بعداً به جان پل گتی جونیور تغییر نام داد. گتی جونیور یک فعال خیریه و کلکسیونر کتاب بود. گوردون گتی، فرزند دوم این ازدواج بود که در سال ۱۹۳۳ به دنیا آمد. او تاجر، سرمایه‌گذار و فعال صنعت موسیقی بود و پس از مرگ پدرش، کنترل ثروت ۲ میلیارد دلاری هولدینگ گتی را در دست گرفت. ازدواج گتی با رورک نیز دوام زیادی نداشت تا اینکه آن‌ها در سال ۱۹۳۶ پس از شکایت رورک از یکدیگر جدا شدند. دادگاه، غرامتی برابر با حقوق ماهیانهٔ ۲۵۰۰ دلار به همراه ۱۰۰ دلار برای نگهداری از هر فرزند را به رورک اهدا کرد.
آخرین ازدواج گتی نیز با تدی لینچ بود که در سال ۱۹۳۹ به همسری او درآمد. او یک خواننده بود و از ازدواجش با گتی، صاحب فرزندی به نام تیموتی شد. آن‌ها در سال ۱۹۵۸ از یکدیگر جدا شدند. فرزند آن‌ها تیموتی، در ۱۲ سالگی به خاطر تومور مغزی از دنیا رفت. نکتهٔ مهم اینکه در زمان مرگ تیموتی، پل گتی در انگلستان بود و حتی برای مراسم خاکسپاری پسرش نیز به آمریکا نرفت. جان پل گتی، نقل قول جالبی در مورد ازدواج و رابطه‌اش با زنان دارد. او در جایی گفته‌است: رابطهٔ طولانی‌مدت با یک زن به معنای شکست در تجارت است. من از شکست متنفر هستم. البته از ازدواج‌های ناموفق خودم هم متنفر هستم. من حاضرم برای یک ازدواج موفق، تمام پول‌هایم را خرج کنم.

### ربوده شدن جان پل گتی سوم
در تاریخ دهم جولای سال ۱۹۷۳، آدم‌ربایان گروه مافیایی ندرانیتا (Ndrangheta)، فرزند ارشد جان پل گتی جونیور را ربودند. او جان پل گتی سوم نام داشت و در آن زمان، ۱۶ ساله بود. آدم‌ربایان در تماسی تلفنی از خانوادهٔ گتی مبلغ ۱۷ میلیون دلار درخواست کردند که معادل حدودی آن در سال ۲۰۱۸، ۹۳٫۷ میلیون دلار است. خانوادهٔ گتی ابتدا در این تصور بودند که گتی نوجوان، نقشه‌ای برای دریافت پول از پدربزرگ ثروتمندش طراحی کرده‌است. پدر گتی سوم از پدرش برای پرداخت این هزینه درخواست کمک کرد؛ اما پل گتی مقتصدتر از آن بود که این پول را پرداخت کند.
بی‌توجهی خانوادهٔ گتی به درخواست آدم‌ربایان و تلاش کم آن‌ها برای آزادی گتی سوم، منجر به حرکتی خشونت‌آمیز از طرف گروه جنایتکار شد. آن‌ها در نوامبر سال ۱۹۷۳، پاکتی حاوی گوش قربانی را برای یک روزنامه ارسال کردند. آن‌ها در نامه‌ای ادعا کردند که در صورت پرداخت نشدن حداقل ۳٫۲ میلیون دلار تا ۱۰ روز پس از ارسال نامه، گوش دیگر گتی جوان را خواهند برید و به حرکت خود ادامه خواهند داد.
هنر تجارت، چانه‌زنی و حسابگری جان پل گتی در این جریان و حتی زمانی که معامله بر سر جان نوه‌اش بود، ادامه داشت. او آن‌قدر پرداخت پول را به تعویق انداخت که درخواست گروه آدم‌ربا به ۳ میلیون دلار کاهش پیدا کرد. در این شرایط نیز گتی تنها ۲٫۲ میلیون دلار از مبلغ را پرداخت کرد. انتخاب این مبلغ از سوی او نیز کاملاً حساب‌شده بود. ۲٫۲ میلیون دلار مبلغی بود که در صورت پرداخت، در محاسبات مالیاتی گتی به او کمک می‌کرد. بقیهٔ ۸۰۰ هزار پول درخواست‌شده نیز به‌صورت وامی با سود ۴ درصد به پسر گتی پرداخت شد.
پس از پرداخت پول درخواست‌شده، گتی سوم آزاد شد. او برای تشکر از پدربزرگش تماسی با او گرفت؛ اما گفته می‌شود که پل گتی به تماس نوه‌اش پاسخ نداده‌است. پس از مدتی ۹ نفر از گروه ندرانیتا در ارتباط با این آدم‌ربایی دستگیر و تنها دو نفر از آن‌ها محکوم شدند. گتی سوم پس از این تراژدی تلخ، به مواد مخدر و الکل معتاد شد. اعتیاد شدید، قدرت تکلم او را از بین برد. او در سال ۲۰۱۱ در سن ۵۴ سالگی درحالی‌که کاملاً معلول شده بود، از دنیا رفت.
گتی بر سر جان نوه‌اش هم چانه‌زنی می‌کرد. رد کردن پیشنهاد آدم‌ربایان از طرف پل گتی، دو دلیل بزرگ داشت. اولین دلیل به گفتهٔ خود او بود که اعتقاد داشت در صورت پرداخت این هزینه، جان ۱۴ نوهٔ دیگر او نیز در خطر خواهد بود. او در ادامه در مورد رد کردن پرداخت این پول گفته‌است: دلیل دوم من برای رد کردن پرداخت این پول، بسیار مهم‌تر و گسترده‌تر بود. به اعتقاد من پرداخت این هزینه‌های آدم‌ربایی، فرصت و انگیزه را برای دیگر جنایتکاران فراهم می‌کند و جان افراد زیادی را در سرتاسر جهان با تهدید مواجه خواهد کرد.
فیلم تمام پول‌های جهان روایتگر این قسمت از زندگی جی پال گتی و ارتباط خانوادگی اوست.

### شهرت خساست
در طول زندگی جان پل گتی، داستان‌های زیادی از خساست و حسابگری او در تمام معاملات زندگی وجود دارد. بارزترین این مثال‌ها، داستان ربودن گتی سوم بود. مورد بعدی مربوط به فرزند همسر پنجم پل گتی است. دی لینچ ادعا کرده بود که همسرش، او را به خاطر پرداخت هزینه‌های زیاد درمانی برای تومور پسرشان، سرزنش می‌کند. گتی در تمام معاملتش حداکثر چانه‌زنی‌ها را انجام می‌داد. او قصر ۷۲ اتاقی ساتن خود را به مبلغ ۶۰ هزار پوند از دوک پنجم منظقهٔ ساثرلند خریداری کرد. این مبلغ نصف مبلغی بود که دوک برای خرید این قصر هزینه کرده بود.
جان پل گتی برای شستشوی لباس‌هایش هم هزینه نمی‌کرد. او لباس‌ها را خودش می‌شست و حتی در بسیاری موارد، به جای خرید لباس‌های جدید، لباس‌های کهنه را رفو می‌کرد. او لوازم‌التحریر را نیز برای چندین مرتبه استفاده می‌کرد و حتی برای پاسخ دادن به نامه‌ها به جای استفاده از کاغذ جدید، پاسخ را در حاشیهٔ نامهٔ قبلی یادداشت می‌کرد.
او یکی از معدود ثروتمندانی بود که لباس‌هایش را خودش می‌شست.
یکی از داستان‌های بسیار عجیب و تمسخرآمیز در مورد خساست گتی، داستان بازدید از نمایشگاه سگ است. او برای اینکه قیمت نیم‌بها را برای دوستان و همراهانش در این نمایشگاه پرداخت کند، آن‌ها را به مدت ۱۰ دقیقه در اطراف محل برگزاری به پیاده‌روی مشغول کرد. او حتی در انتخاب قصر ساتن برای زندگی نیز حسابگری داشت و معتقد بود هزینهٔ زندگی در آنجا ارزان‌تر از لندن است. گتی در آن قصر یک تلفن سکه‌ای برای مهمانان و همچنین تلفنی محدود به ارتباطات داخل سازمانی برای کارمندانش تعبیه کرده بود.
جان پیرسون، یکی از نویسنده‌هایی است که در مورد گتی تحقیق کرده. او دلیل اصلی خساست این میلیاردر را سبک تربیتی خانوادهٔ پدری‌اش می‌داند. البته او به این نکته اشاره می‌کند که گتی در خرید املاک و مستغلات و آثار هنری، خساست زیادی نداشت؛ اما معتقد بود آن‌ها نیز باید سودآوری مناسبی داشته باشند. خود گتی در جایی دلیل خساستش نسبت به افراد را جبران رفتار آن‌ها عنوان کرده‌است. او همیشه اعتقاد داشت که اطرافیان تنها برای ثروتش با او ارتباط برقرار می‌کنند.